# Гросенготерн
Гросенготерн (њем. Großengottern) општина је у њемачкој савезној држави Тирингија. Једно је од 47 општинских средишта округа Унструт-Хајних. Према процјени из 2010. у општини је живјело 2.361 становника. Посједује регионалну шифру (AGS) 16064018.

## Географски и демографски подаци
Гросенготерн се налази у савезној држави Тирингија у округу Унструт-Хајних. Општина се налази на надморској висини од 187 метара. Површина општине износи 19,3 km². У самом мјесту је, према процјени из 2010. године, живјело 2.361 становника. Просјечна густина становништва износи 123 становника/km².

## Међународна сарадња
| Мјесто     | Држава   | Врста сарадње | Од    |
| ---------- | -------- | ------------- | ----- |
| Фертеракош | Мађарска | партнерство   | 1993. |
| Извор      |          |               |       |